# Diecezja Miarinarivo
Diecezja Miarinarivo – diecezja rzymskokatolicka na Madagaskarze, powstała w 1933 jako misja sui iuris. Podniesiona do rangi wikariatu apostolskiego w 1939, diecezja od 1955.

## Biskupi diecezjalni
Biskupi
- Jean Claude Rakotoarisoa (od 2024)
- bp Jean Claude Randrianarisoa (2007–2023)
- bp Raymond Razakarinvony (1998–2007)
- kard. Armand Gaétan Razafindratandra (administrator 1994–1998)
- bp Armand Toasy (1987–1993)
- bp François Xavier Rajaonarivo (1960–1985)
- bp Édouard Ranaivo (1958–1959)
- bp Ignazio Ramarosandratana (1955–1957)

Wikariusze apostolscy
- bp Ignazio Ramarosandratana (1939–1955)